# مسجد كياي جيدي
مسجد كياي جيدي هو مسجد يقع في حي كوتاوارينغين القديم في كوتاوارينغين الغربية من مقاطعة كالمنتان الوسطى، تكمن أهمية هذا المسجد في انه الشاهد الرئيسي على تطور التاريخي للإسلام في كوتاوارينغين .

## التاريخ
تم بناء المسجد في العام 1632 الموافق 1052 هـ، وتحديدا في عهد السلطان المستعين بالله (1650 - 1678) الملك الرابع في سلطنة بنجرماسين، جاء اسم مسجد كياي غيدي من اسم الداعية الذي قدم مساهمة كبيرة في نشر تعاليم الإسلام في جزيرة بورنيو وخاصة في كوتاوارينغين، هذا الرجل هو كياي غيدي الداعية الجاوي الذي كان بعث من قبل سلطنة ديماك لنشر تعاليم الإسلام في جزيرة بورنيو. وكان في استقبال وصول كياي غيدي السلطان المستعين بالله، تم تعيين كياي غيدي لنشر الإسلام في المنطقة كوتاوارينغين وكذلك لريادة السلطنة في المنطقة، بفضل خدماته العظيمة في نشر الإسلام وبناء منطقة كوتاوارينغين، ثم منح سلطان المستعين بالله هدية لكياي غيدي وهي بناء المسجد يحمل اسمه والذي من بني ليس فقط كمكان للعبادة ولكن أيضا بوصفه مركزا للأنشطة المجتمعية لكياي غيدي وأتباعه، جنبا إلى جنب مع أتباعه، الذي كان عددهم فقط حوالي 40 شخصا .

## البناء
يمتلك المسجد رؤية ممميزة حيث بني من مواد خام كلها مصنوعة من الخشب، تبلغ مساحة المسجد وأطواله بحوالي 16 متر طولا وعرضا 16 متر، أو حوالي 256 متر مربع، بالإضافة إلى ذلك يمكن أيضا أن ينظر إلى ملامح أخرى من الطراز المعماري الفريد للمسجد، وهي ليست مثل عمارة المساجد في كاليمانتان بشكل عام، ولكنها تشبه أكثر الطراز المعماري للمساجد في جاوة وخصوصا الجامع الكبير في ديماك، أوجه التشابه مع الجامع الكبير في ديماك يمكن رؤية من شكل السطح الذي يشبه المعبد .

## المسجد الحالي
حاليا مسجد كياي غيدي مازال قائما منذ مئات السنين، ما زال يقف قويا وصيانته جيده جدا، ويرجع ذلك إلى خطورة مجتمع كوتاوارينغين المحلي في رعاية وتشغيل المسجد الذي يعد علامة بارزة في تطور الإسلام في هذه المنطقة، مسجد كياي غيدي لا يستحدم فقط كمكان لاداء العبادة والصلاة، ولكن أيضا كمركز للأنشطة الاجتماعية في كوتاوارينغين .